# Dezernat M
Dezernat M (M Squad) war eine US-amerikanische Kriminalserie in Schwarz-Weiß, die von 1957 bis 1960 in drei Staffeln und 117 Episoden zu je 30 Minuten beim Sender National Broadcasting Company (NBC) ausgestrahlt wurde. In Deutschland wurden die Folgen auf 25 Minuten gekürzt. In deutscher Synchronisation wurden die Serie ab dem 20. April 1966 auch im Vorabendprogramm des ZDF ausgestrahlt.
Die Serie machte den Kinostar Lee Marvin (Synchronstimme: Arnold Marquis) zum Fernsehstar. Sie diente auch als Vorlage für die Parodieserie Die nackte Pistole (Originaltitel: Police Squad) und die nachfolgenden Kinofilme unter dem Titel Die nackte Kanone.

## Inhalt
Im Illinois Police Department in Chicago bekämpfen Captain Grey und seine Leute das organisierte Verbrechen. Der ziemlich rabiate Lieutenant Frank Ballinger ist einer seiner Leute, der oft im Alleingang Verbrecher dingfest macht.
Zu den Schauspielern der Detektive des Reviers gehörte auch in drei Folgen DeForest Kelley, der dann weitere Berühmtheit in der klassischen Star-Trek-Serie (Raumschiff Enterprise) als Doktor „Pille“ McCoy erlangte, genauso wie Leonard Nimoy (Mr. Spock), der in zwei Folgen mitspielte.

## Musik
Die Titelmusik zur ersten Staffel schrieb Stanley Wilson. In der zweiten und dritten Staffel wurde sie ersetzt durch eine Komposition von Count Basie. Während der Laufzeit der Serie gab es ein Soundtrack-Album, zu dem Lee Marvin die Anmerkungen schrieb.
Zu den Komponisten der Musikuntermalungen gehörte auch „Johnny“ Williams, der später ohne Verkleinerungsform seines Vornamens als John Williams erfolgreiche Kinomusik schrieb und einer der höchstausgezeichneten Komponisten Hollywoods wurde. Auch Benny Carter schrieb Musik zur Serie.

## Auszeichnungen
- 1959 – Grammy-Nominierung in der Kategorie Best Soundtrack Album, Background Score from Motion Picture or Television für Komponist Stanley Wilson